# پیتر سیرز (ورزشکار)
پیتر سیرز (انگلیسی: Peter Sears؛ زادهٔ march ۱۴, ۱۹۴۷ (۷۸ سال)) ورزشکار هاکی روی یخ اهل ایالات متحده آمریکا است.
وی در مسابقات کشوری و بین‌المللی در مجموع برندهٔ ۱ مدال نقره شده‌است.